# Solitude
Der Stuttgarter Stadtteil Solitude [ˈsɔlity:]  gehört zum Stadtbezirk Stuttgart-West. Er grenzt an den Stadtteil Wildpark, die Stadtbezirke Weilimdorf und Botnang, sowie an die Stadt Gerlingen. Seinen Namen bekam er durch das gleichnamige Schloss Solitude. Dieses liegt an der südwestlichen Grenze des Stadtteils Solitude, der wie der südlich angrenzende Stadtteil Wildpark überwiegend aus Wald besteht. Einwohner dieser beiden Stadtteile werden in der Statistik dem Stadtteil Kräherwald zugerechnet.

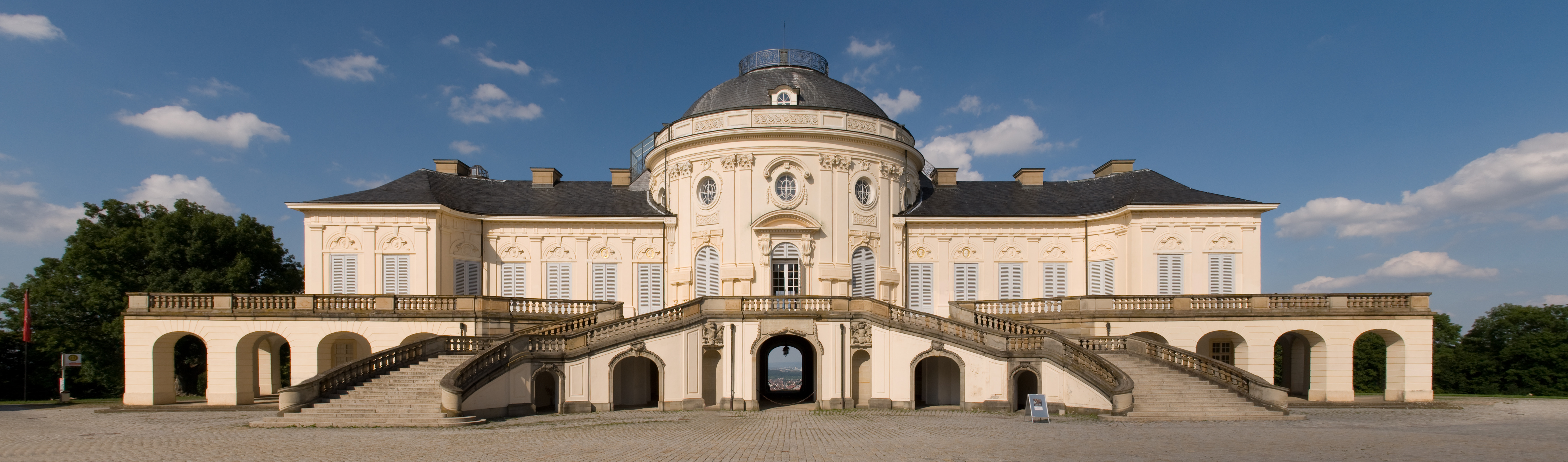
Schloss Solitude, Südfassade des Hauptgebäudes

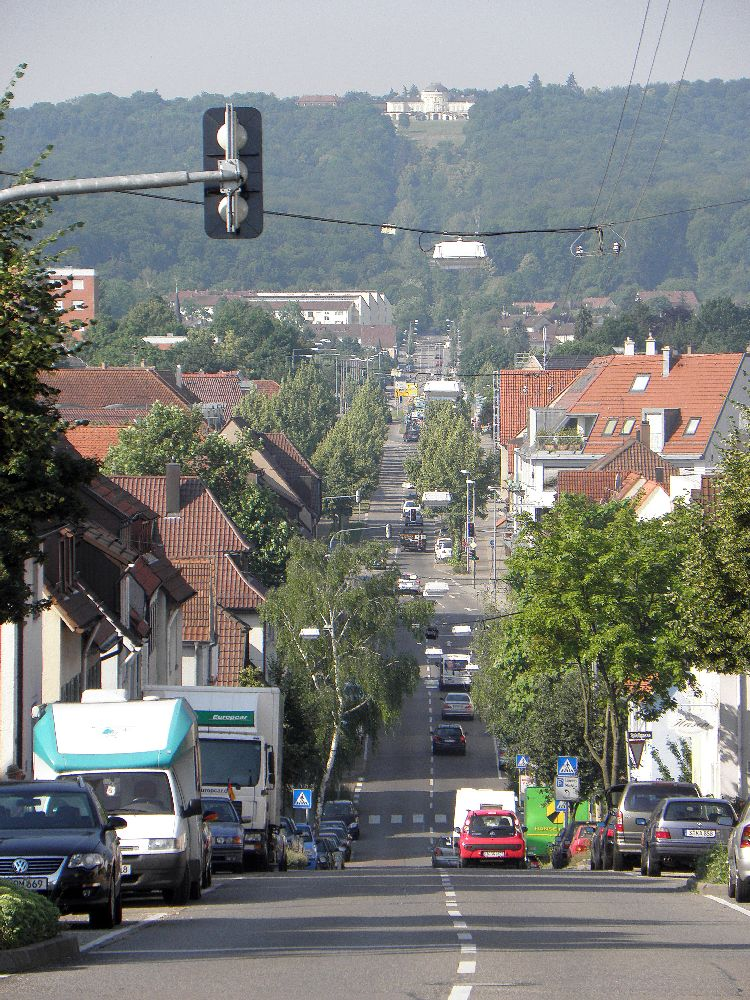
Ausblick über die Solitudeallee in Weilimdorf auf den Stadtteil Solitude

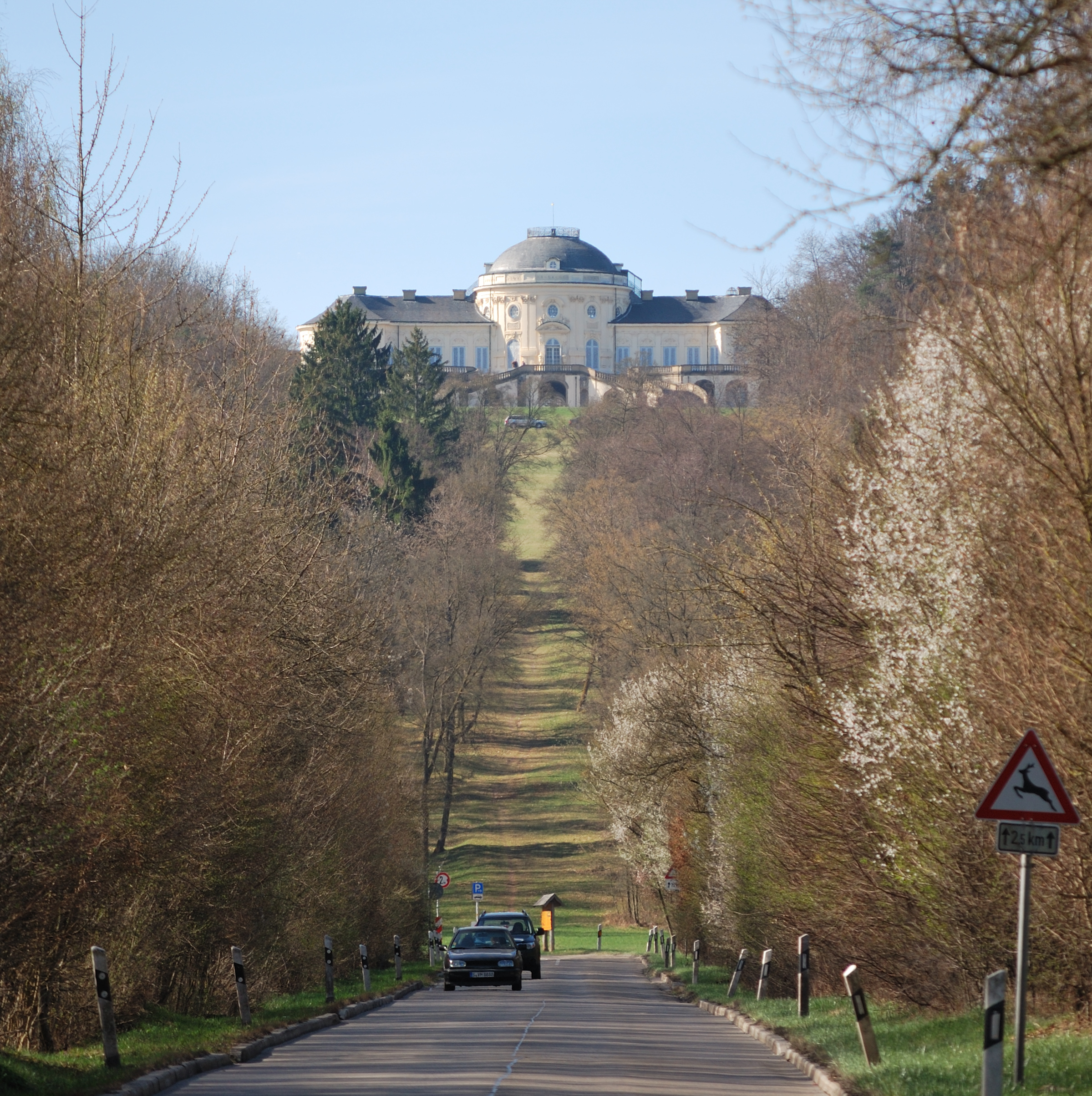
Die Solitudeallee im Stadtteil Solitude

## Geschichte
Im Jahr 1763 ließ Herzog Carl Eugen von Württemberg sein Jagdschloss Solitude errichten. Das zugehörige Jagdrevier im Leonberger Forst wurde damals erweitert und mit Pavillons sowie geraden Wegen versehen, die auch als Schussfeld vorgesehen waren. Die Bauern aus den umliegenden Gemeinden, vor allem die Weilimdorfer und Gerlinger, mussten für ihren Herzog Frondienste leisten, um den Bau des Schlosses zu ermöglichen. In der kurzen Zeit, die der Herzog auf dem Schloss verbrachte, feierte er mit dem Adel aus ganz Europa Feste und veranstaltete Großjagden. Bis 1775 Carl Eugen das Interesse an seiner Sommerresidenz verloren hatte, und diese nach Hohenheim auf den Fildern verlegte, blieb die Solitude auch das Domizil der seit 1770 hier ansässigen Karlsschule (die erst 1781 als Hohe Karlsschule in Stuttgart zur Universität erhoben wurde) und der Wohnort ihrer Studenten und Dozenten. Auch Friedrich von Schiller verbrachte einige Zeit als Student (Eleve) auf der Solitude. Sein Vater, Johann Caspar Schiller, wurde 1775 Leiter der herzoglichen Hofgärten auf Schloss Solitude. Später wurde das Gelände weniger genutzt, und die Gärten verfielen. Die Eberhardskirche wurde abgetragen und an ihrem heutigen Standort an der Königstraße in Stuttgart wieder aufgebaut.
Erst im 19. Jahrhundert kam wieder Interesse an dem Schloss auf. Diesmal kamen meist Städter am Sonntag, um ihren Tag auf dem Schloss zu verbringen. Dies wurde erleichtert, nachdem die Solitude mit der Omnibuslinie L der Stuttgarter Kraftwagenlinien an den öffentlichen Personenverkehr der Hauptstadt angeschlossen worden war. Nachdem das Gebiet des Schlosses Solitude mit seinem gesamten Wohnplatz von 1852/1858 bis 1942 zur Gemeinde (heute Stadt) Gerlingen (Württemberg) gehört hatte, wurde es am 1. April 1942 nach Stuttgart eingegliedert und dem Stadtteil Botnang zugeordnet. Das zum Wohnplatz Solitude gehörige Gebiet des Sanatoriums auf der Schillerhöhe wurde 1951 wieder an die Gemeinde Gerlingen zurückgegeben.
Bei der Einteilung der Stadt Stuttgart in Stadtbezirke im Jahre 1956 wurde der Wohnplatz Solitude dem neu gegründeten Stadtbezirk Stuttgart-West zugeordnet und zum eigenständigen Stadtteil erklärt, der auch bei der Neugliederung der Stuttgarter Stadtteile zum 1. Januar 2001 nicht verändert wurde. Der Stadtteil Solitude hat nur wenige Einwohner.

## Bauwerke
- Schloss Solitude, 1764–1769 unter Herzog Carl Eugen von Württemberg erbaut.
- Seit 1990 ist in den Nebengebäuden des Schlosses, den beiden Officen- und Kavaliersgebäuden, die Akademie Schloss Solitude untergebracht, die sich die Förderung des künstlerischen Nachwuchses zur Aufgabe gemacht hat.
- In einem der Kavaliershäuser ist das Graevenitz-Museum untergebracht. Es zeigt Werke des Stuttgarter Bildhauers Fritz von Graevenitz (1892–1959).
- Die Dienstvilla des Ministerpräsidenten des Landes Baden-Württemberg, die Ende der 1960er Jahre anstelle einer früheren Schlossscheuer errichtet wurde, befindet sich in unmittelbarer Nähe des Schlosses.
- An der Straße nach Weilimdorf liegt in der Nähe des Schlosses ein kleiner Friedhof, u. a. mit Gräbern des Choreografen John Cranko, der Familie Weizsäcker und des Bildhauers Fritz von Graevenitz.

## Die Solitudeallee
Am nördlichen Haupttor des Schlosses beginnt die schnurgerade Solitudeallee. Herzog Carl Eugen ließ sie 1764–1768 als Verbindungsachse zum Residenzschloss in Ludwigsburg bauen.
Sie führt durch Weilimdorf und vorbei an Korntal, Zuffenhausen, Stammheim und Kornwestheim. Sie ist auch heute noch fast vollständig erhalten, zum Teil als asphaltierter Feldweg. Lediglich in Weilimdorf, wo sie mit der Hauptstraße zusammenfällt, und in Ludwigsburg, wo das Bahngelände den geraden Verlauf unterbricht, gibt es jeweils einen kleinen Versatz.
Sie diente als Basislinie für die württembergische Landvermessung von 1820 und ist laut Gedenktafel im Inneren des Schlosses genau 40.118,718 Pariser Fuß oder 13.032,14 Meter lang.

## Die Grand-Prix-Rennstrecke Solitude
Schon im Jahre 1903 war das Schloss Solitude Ziel eines Bergrennens. In späteren Jahren diente die Umgebung des Schlosses als Fahrerlager bei Rundstreckenrennen mit verschiedenen anspruchsvollen Streckenvarianten im hügeligen Gelände.
Von 1935 bis 1965 wurde die 11,3 Kilometer lange Solitude-Rennstrecke südlich des Schlosses für Solitude-Rennen (auch WM-Läufe) und Formel-1-Rennen (ohne WM-Status) genutzt. Diese Rennen fanden im Schnitt vor 288.000 Zuschauern statt, wurden aber nach 1966 nicht mehr fortgesetzt. Im Jahre 2003 fand eine Jubiläumsveranstaltung in und um das Schloss statt, an der Fahrzeuge und Fahrer der früheren Rennen teilnahmen, unter anderem mehrere Weltmeister. 2004 wurde anlässlich des 50-jährigen Jubiläums eine Rallye-Gedenkveranstaltung abgehalten.

## Trivia
Große Teile des teilweise zweireihigen Kastanienbaumbestandes des Karlsplatzes in Stuttgart (im Jahr 1980) stammen nach dessen Neuanlage aus der zur Solitude führenden Kastanienallee, die dafür ausgedünnt wurde.